# Кэрбошина
Кэрбошина (Кахербошина; англ. Caherboshina; ирл. Cathair Bó Sine) — деревня в Ирландии, находится в графстве Керри (провинция Манстер).